# Krister Johansson
Krister Johansson, född 1944 i Linköping, är en svensk målare.
Johansson studerade först till verkstadsmekaniker vid en industriskola, därefter studier vid en folkhögskola som följdes upp med studier vid Konstfackskolan och Konstakademien.
Bland hans offentliga uppdrag märks utsmyckningar för FOA:s matsal i Linköping, kollektivhuset Stolplyckan i Linköping, Stångåstaden i Linköping och servicehuset i Motala. 
Johansson är representerad vid Statens konstråd, Stockholms läns landsting, Östergötlands läns landsting, Folkets Park riksorganisation, Folkets hus riksförening, Stockholms kommun, Linköpings kommun och Motala kommun.